# Irene Adler
Irene Adler er en fiktiv person i Sherlock Holmes-novellen En skandale i Bøhmen af Sir Arthur Conan Doyle. Hun var den eneste kvinde, som overlistede Sherlock Holmes.

## Film
Irene Adler er en rollefigur i filmerne Sherlock Holmes og Skyggespillet, samt i tv-serien Sherlock.